# Himalayopteris erythrocarpa
Himalayopteris erythrocarpa är en stensöteväxtart som först beskrevs av Georg Heinrich Mettenius och Oskar Kuhn, och fick sitt nu gällande namn av W.Shao och S.G.Lu. Himalayopteris erythrocarpa ingår i släktet Himalayopteris och familjen Polypodiaceae. Inga underarter finns listade.